# Liolaemus petrophilus
Liolaemus petrophilus är en ödleart som beskrevs av  Donoso-barros och CEI 1971. Liolaemus petrophilus ingår i släktet Liolaemus och familjen Tropiduridae. IUCN kategoriserar arten globalt som livskraftig. Inga underarter finns listade i Catalogue of Life.